# Matthew Saad Muhammad
Matthew Saad Muhammad (ur. 16 czerwca 1954 w Filadelfii, zm. 25 maja 2014 tamże) – amerykański bokser, zawodowy mistrz świata kategorii półciężkiej.

## Dzieciństwo
Urodził się jako Maxwell Antonio Loach. Jego matka zmarła, gdy był niemowlęciem. Wychowywała go (oraz starszego brata) ciotka. Gdy miał pięć lat, ciotka nie mogła ich dłużej utrzymać i poleciła jego bratu, by porzucił go na ulicy. Został znaleziony przez zakonnice, gdy spał na schodach Katedry św. Piotra i Pawła. Zajęły się nim i wychowały w misji katolickiej. Otrzymał imię i nazwisko Matthew Franklin od imienia apostoła i nazwy ulicy, przy której został znaleziony (Benjamin Franklin Parkway). Później został zaadoptowany.

## Kariera bokserska
Rozpoczął karierę boksera zawodowego w 1974. Startował w wadze półciężkiej. 21 maja 1976 w Mediolanie pokonał na punkty niezwyciężonego dotąd mistrza olimpijskiego i przyszłego zawodowego mistrza świata Mate Parlova. W tym samym roku wygrał z innym przyszłym mistrzem świata Marvinem Camelem, a także przegrał z Camelem i zremisował z Parlovem. W 1977 pokonał go Eddie Gregory, znany później jako Eddie Mustafa Muhammad.
26 lipca 1977 w Filadelfii zdobył tytuł mistrza NABF (North American Boxing Federation) wagi półciężkiej wygrywając z niepokonanym dotąd Marvinem Johnsonem. Krótko potem przeszedł na islam i przybrał imię Matthew Saad Muhammad. W 1977 i 1978 trzykrotnie obronił tytuł, w tym przez techniczny nokaut z Yaqui Lópezem.
Zdobył tytuł mistrza świata federacji WBC w wadze półciężkiej po wygranej 22 kwietnia 1979 w Indianapolis z Marvinem Johnsonem przez techniczny nokaut w 8. rundzie. W obronie pasa pokonał Johna Conteha 18 sierpnia tego roku w Atlantic City na punkty, ponownie Conteha 23 marca 1980 w Atlantic City przez TKO w 4. rundzie i Louisa Pergauda 11 maja 1980 w Halifaksie przez TKO w 5. rundzie.
12 lipca 1980 w McAfee zmierzył się w kolejnej obronie tytułu z Yaqui Lópezem. Po bardzo zaciętej walce zwyciężył przez TKO w 14. rundzie. Spotkanie to zostało uznane za walkę roku przez czasopismo The Ring. Następnie Saad Muhammad wygrał kolejne walki w obronie tytułu: z Lottie Mwale 28 listopada 1980 w San Diego przez nokaut w 4. rundzie, z Vonzellem Johnsonem 28 lutego 1981 w Atlantic City przez TKO w 11. rundzie, z Murrayem Sutherlandem 25 kwietnia 1981 w Atlantic City przez KO w 9 rundzie i z Jerrym Martinem 29 września tego roku, również a Atlantic City, przez TKO w 11. rundzie.
Kolejna obrona tytułu nie była udana. Dwight Muhammad Qawi pokonał go przez TKO w 10. rundzie 19 grudnia 1981 w Atlantic City. Wygrał również w walce rewanżowej 7 sierpnia 1982 w Filadelfii przez TKO w 6. rundzie.
Później Saad Muhammad walczył ze zmiennym szczęściem. Pokonali go m.in. Uriah Grant w 1986, Markus Bott w 1990 oraz mistrzowie olimpijscy Anton Josipović i Andrew Maynard w 1991. Zakończył karierę w 1992.
Został wybrany w 1998 do Międzynarodowej Bokserskiej Galerii Sławy.

## Późniejsze życie
Późniejsze lata nie były udane dla Saada Muhammada. Utracił cały majątek, skłócił się z rodziną i musiał zamieszkać w schronisku dla bezdomnych. Zaangażował się wówczas w kampanię przeciwko bezdomności. Później pogodził się z rodziną.